# 仁山街道
仁山街道，是中华人民共和国贵州省铜仁市万山区下辖的一个街道办事处。
2016年，铜仁市人民政府批复同意将谢桥街道析置出仁山街道，辖原谢桥街道的唐家寨社区、楚溪社区、挞扒洞村20村（居）民小组，国土面积26.63平方千米，仁山街道驻唐家寨社区。

## 行政区划
仁山街道下辖以下地区：
唐家寨村、楚溪村和挞扒洞村。